# Brandenburger Stadtbefestigung
Die Brandenburger Stadtbefestigung ist eine mittelalterliche Stadtbefestigung der beiden damals selbstständigen Städte Altstadt Brandenburg und Neustadt Brandenburg, dem heutigen Brandenburg an der Havel.
Die beiden Städte Brandenburg bildeten bis zu ihrer Vereinigung im Jahre 1715 separate Verwaltungs- und Siedlungseinheiten. Sie lagen, durch den Hauptarm der Havel getrennt, nebeneinander, und jede hatte ihren eigenen Mauerring. Aus diesem Grunde werden sie im Folgenden getrennt dargestellt, da die Errichtung ihrer Stadtbefestigungsanlagen in die Zeit vor 1715 fällt.

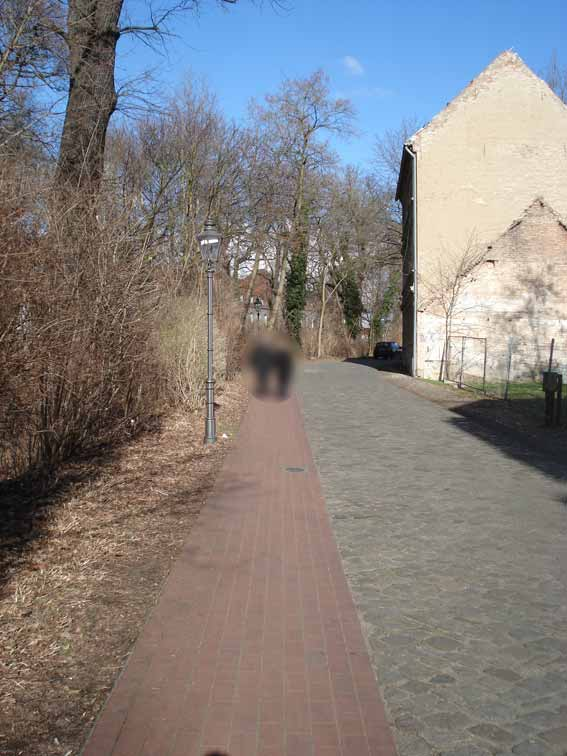
Der Verlauf der an dieser Stelle 1885 niedergelegten Stadtmauer wird in der Wallstraße durch ein rotes Ziegelband vom Plauer- oder Luckenberger bis zum Rathenower Tor in Breite und Verlauf nachempfunden, Bild nahe dem Plauer- oder Luckenberger Torturm

## Altstadt Brandenburg
Die Stadtbefestigungsanlagen der im Grundriss an die Form einer Niere erinnernden Altstadt Brandenburg bestanden aus:
- einer Stadtmauer,
- fünf Stadttoren
- drei historisch gesicherten Tortürmen
- einem im nordwestlichen Bereich vorgelagerten Wallsystem

### Entstehungsgeschichte und Gestalt
Die westliche bis nordwestliche Flanke der Altstadt Brandenburg stellte den gefährdetsten Abschnitt der mittelalterlichen Siedlung dar. Der sensibelste Abschnitt war das Gelände zwischen dem Plauer- oder Luckenberger Tor und dem Rathenower Tor. Hier endete der östliche Hang des Marien- oder Harlungerberges.
Da die Altstadt Brandenburg seit der Frühphase der kontinuierlichen deutschen Besiedlung im ausgehenden 12. Jahrhundert den kriegerischen Magdeburger Erzbischof in der weiteren und fehdelustige mächtige Rittergeschlechter in der näheren Nachbarschaft hatte, so die Quitzows in Plaue, war es notwendig, diesen Abschnitt besonders zu schützen. Wahrscheinlich schon im 14. Jahrhundert entstand ein aufwendiges Wall-Doppelgrabensystem, das die Altstadt von allen Seiten mit Wasser umschloss, indem es die natürlichen Wasserläufe von Beetzsee und Unterhavel verband.

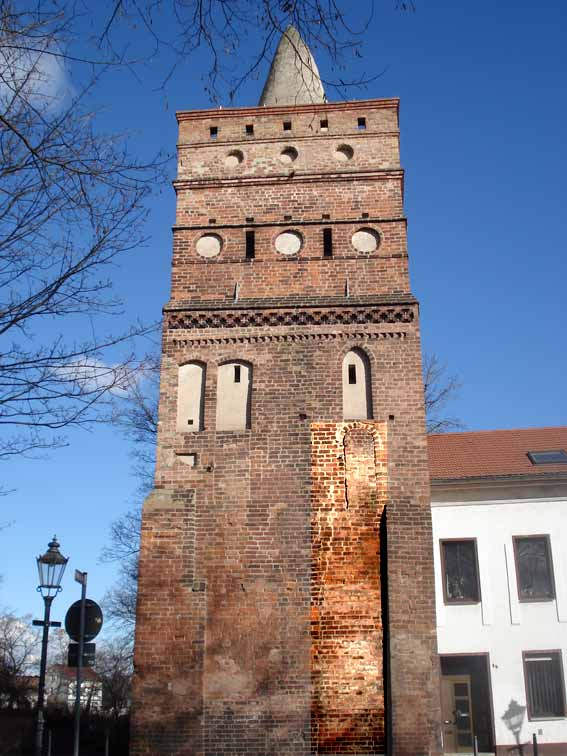
Ansicht des Rathenower Torturmes von Süden. Deutlich am Mauerwerk erkennbar (links neben dem rechten Pfeiler) der Querschnitt der damals an dieser Stelle den Torturm erreichenden Mauer; über der Mauerkrone der vermauerte Zugang des Wehrganges in den Turm

Stadtseitig schloss sich die Stadtmauer an, die in ihren ältesten Teilen aus dem 14. Jahrhundert stammt und aus märkischen Ziegeln gefertigt ist. Die höchsten noch erhaltenen Reste erreichen eine Höhe von drei bis vier Metern und erreichen damit weder die heutige Mauerkrone noch ihre ursprüngliche Höhe von etwa fünf Metern, die sich an den mauerseitigen Turmeinstiegen der Tortürme, bzw. an den Bruchlinien des Anstoßbereiches ablesen lässt. Die Mauer ist in einem Läufer-Läufer-Binder-Verband errichtet und bis zu einem halben Meter stark. Die barocken Teile der Mauer sind an ihrer markanten Läufer-Binder-Struktur gut erkennbar. Auch das Format der Ziegelsteine wechselte im Allgemeinen hin zu kleineren Steinen.

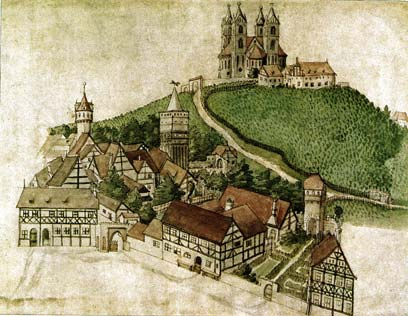
Ansicht der Altstadt Brandenburg an der Havel nach einem Bild des Stadtschreibers Zacharias Garcaeus aus dem Jahre 1588, der Turm unten rechts im Bild ist in seinem Stumpf erhalten, siehe Bild „Wiekhaus und Turmstumpf“

Die Mauer war durch fünf Tore zu passieren:
- das Plauer- oder Luckenberger Tor mit Torturm im Südwesten,
- das Rathenower Tor mit Torturm im Nordwesten,
- das Altstädtische Mühlentor im Norden, dessen Torturm 1802 abgebrochen wurde und dem eine Homeie vorgelagert war,
- das altstädtische Wassertor im Nordosten zur Brandenburger Niederhavel hin
- und das Neue Tor der Altstadt, das den Brückenkopf der Langen Brücke (heute Jahrtausendbrücke) zur Neustadt Brandenburg schützte.

Zwischen den Toren war die Stadtbefestigung mit Wiekhäusern und Wehrtürmen verstärkt. Das nebenstehende Bild zeigt den Rathenower Torturm unterhalb der Marienkirche. Er wird im linken Bildteil flankiert von einem Wehrturm, dessen Standort mit einem roten Ziegelsteinband auf der heutigen Wallstraße angedeutet ist. Es handelt sich nicht um den Plauer Torturm! Zum unteren rechten Bildrand hin ist ein Wehrturm zu erkennen, dessen Stumpf im ehemaligen Pfarrgarten zu St. Gotthardt noch immer steht. Unweit des Stumpfes befindet sich ein gut erhaltenes Wiekhaus in der Mauer.

### Verlauf der Stadtmauer der Altstadt

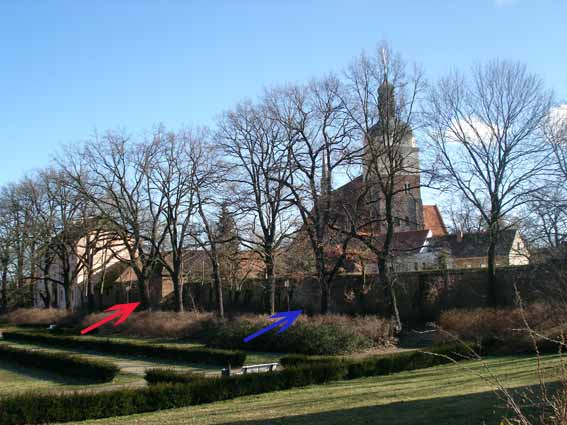
Die Stadtmauer der Altstadt Brandenburg an der Havel zwischen Rathenower Tor und ehem. Bischofshof (Gebäude links im Bild). Der rote Pfeil markiert ein Wiekhaus, der blaue Pfeil deutet auf den Stumpf eines Wehrturmes, im Hintergrund St. Gotthardt.

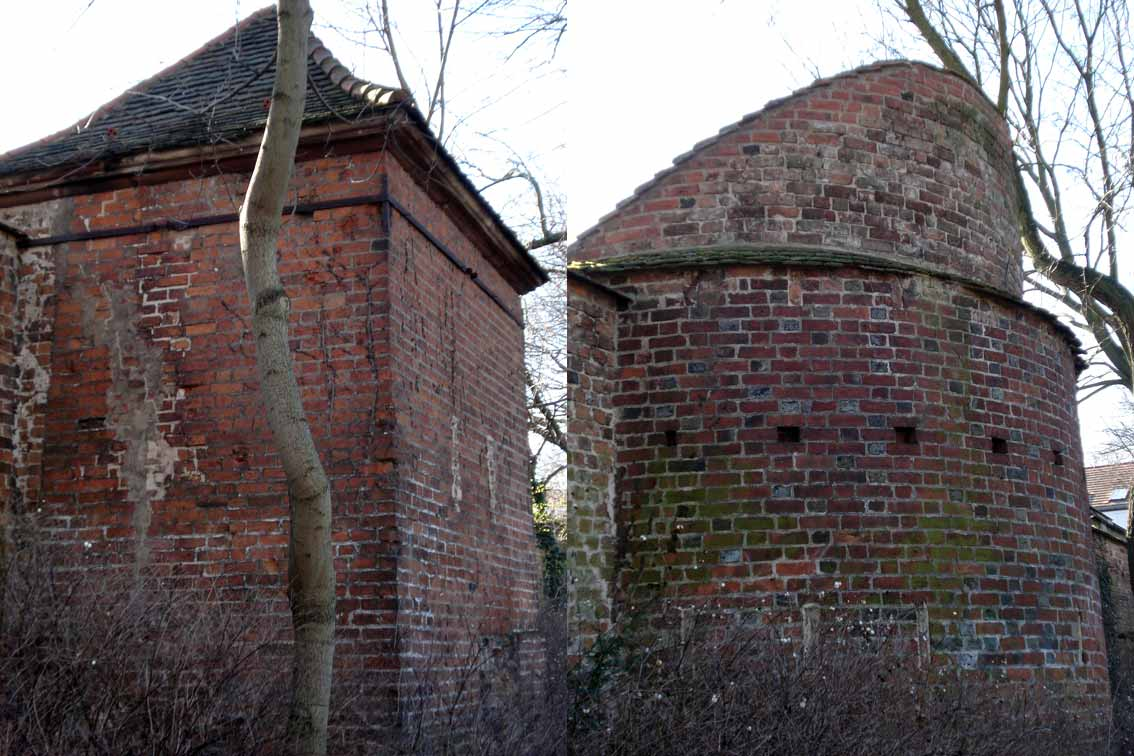
Wiekhaus (links) und Turmstumpf des Wehrturmes (rechts) (Details aus der Abbildung oben)

Die Stadtmauer der Altstadt Brandenburg war etwa 1650 Meter lang. Sie zog vom Plauer- oder Luckenberger Tor nach Nordosten zum Rathenower Tor. Von dort erreichte sie nach knapp 160 Metern den ehemaligen Bischofshof, die Stadt-Residenz der Brandenburger Bischöfe, das später erste Schulgebäude der Saldria. Gleichsam die Grundstücksbegrenzung des Bischofshofes knickte sie nach Südosten ab und verlief dicht vor dem Chor von St. Gotthardt, um nach wenigen Metern die Mühlentorstraße und damit das Altstädtische Mühlentor zu erreichen. Von dort waren es 50 Meter bis zum Altstädtischen Wassertor an der Brandenburger Niederhavel, gegenüber der Kleins Insel, dem westlichen Teil der Dominsel.

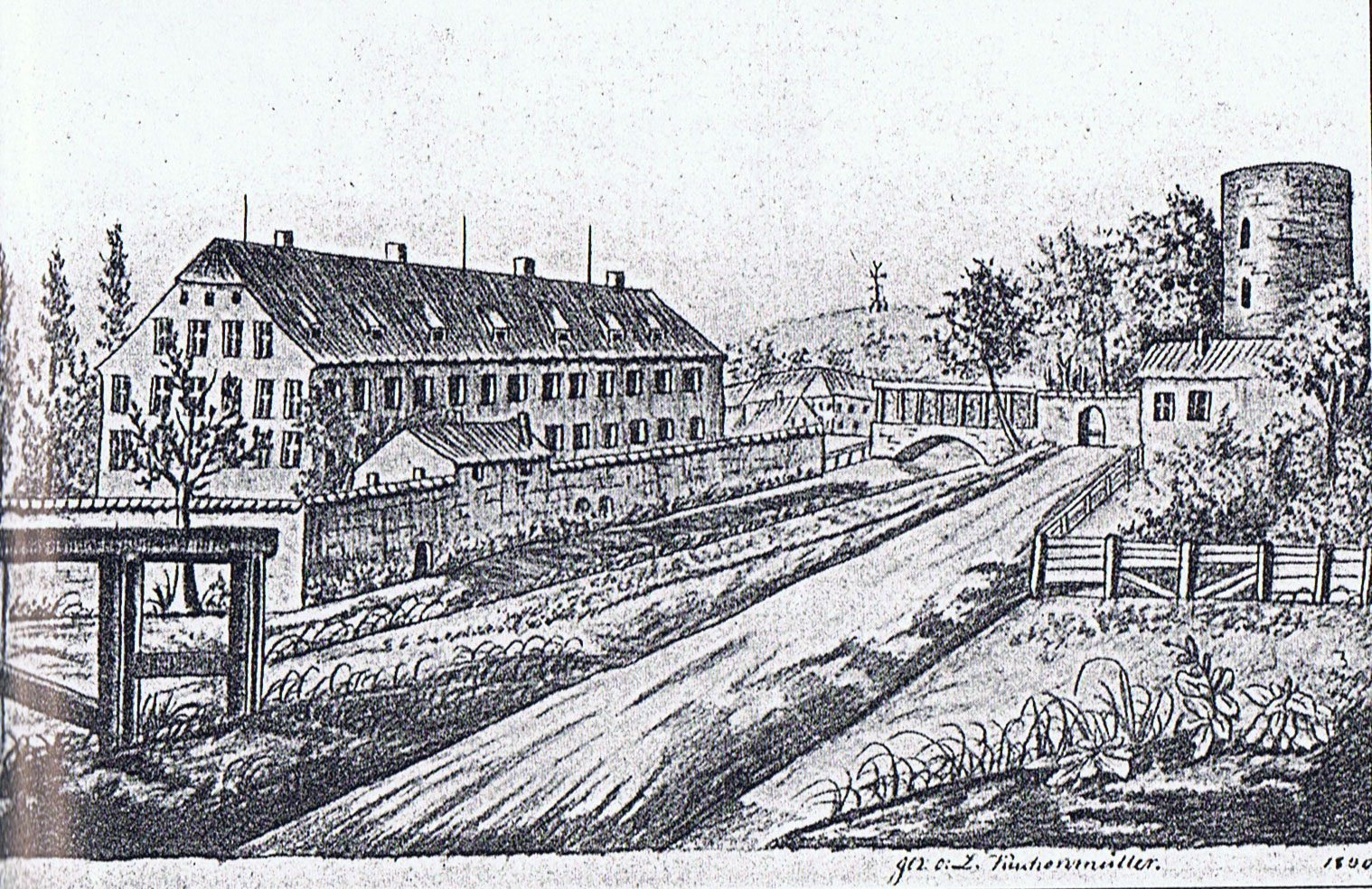
Ansicht der Gegend am heutigen Humboldthain um das Jahr 1848

Am Ufer der Havel entlang lässt sich der Verlauf der Mauer bis zum nordwestlichen Brückenkopf der Jahrtausendbrücke verfolgen, wo die Mauer das Neue Tor der Altstadt erreichte. Vom Knick der Altstädtischen Wassertorstraße bis hin zur Ritterstraße (ehemaliger Standort des Neuen Tores) besteht noch immer die mittelalterliche Kommunikation. Hinter dem Neuen Tor verlief die Mauer am Salzhofufer, wo sie die kleine Salzpforte zur Havel hinunter frei ließ, damit die anlandenden Salz- und Frachtschiffe geleichtert oder beladen werden konnten.
Unmittelbar dahinter umschloss die Stadtmauer das Klostergelände des Franziskanerklosters mit seiner Klosterkirche St. Johannis, zog sodann nach Nordwesten an der Johannispromenade (im Volksmund Ratzenwall) entlang, um nach etwa 200 Metern wieder das Plauer- oder Luckenberger Tor zu erreichen.

### Verlauf des Wallsystems
Das Wall-Doppelgrabensystem vor dem südlichen bis nordwestlichen Mauerabschnitt hatte folgenden Verlauf:
Von der Niederhavel gegenüber dem heutigen Heinrich-Heine-Ufer abgehend, zogen sich zwei annähernd parallele Gräben bis zum Plauer oder Luckenberger Tor und unterquerten die dem Tor vorgelagerte Brücken- und Wehranlage. Dieser Abschnitt wurde zwischen 1840 und 1850 trockengelegt und verfüllt. Man bepflanzte das Gebiet, das von nun an Johannispromenade oder Ratzenwall genannt und in einem engen Bereich entlang des Mauerzuges im 19. Jahrhundert von Tuchmachern zum Aufstellen ihrer Tuchrahmen genutzt wurde. 1869 wurde dieses Gebiet anlässlich des 100. Geburtstages von Alexander von Humboldt Humboldthain genannt und ist heute ein Standort und Lehrpfad für seltene und exotische Gehölze. Die von Grasow erwähnte Büste Humboldts, die 1869 dort aufgestellt wurde, ist verschollen. Das nebenstehende Bild zeigt im Hintergrund den Marien- oder Harlungerberg, der auf seiner Kuppe die Station Nr. 7 des Preußischen optischen Telegraphen trägt. Unterhalb der Telegrafenstation ist die dem Plauer oder Luckenberger Tor vorgelagerte Torbrücke sichtbar. Der Plauer oder Luckenberger Torturm steht als Turmstumpf am rechten oberen Bildrand.
Vom Plauer oder Luckenberger Tor aus verlief der 500 Meter lange Wallabschnitt bis zum Rathenower Tor. Dieser ehemals Kurfürstenwall benannte Abschnitt ist als Der Wall noch heute in sehr gutem Zustand erhalten, wenngleich die beiden Grabensohlen über dem Niveau des Wasserspiegels liegen und damit begehbar sind. An seiner höchsten Stelle erhebt sich der zentrale Wall etwa sieben bis acht Meter über die begleitenden Grabensohlen.

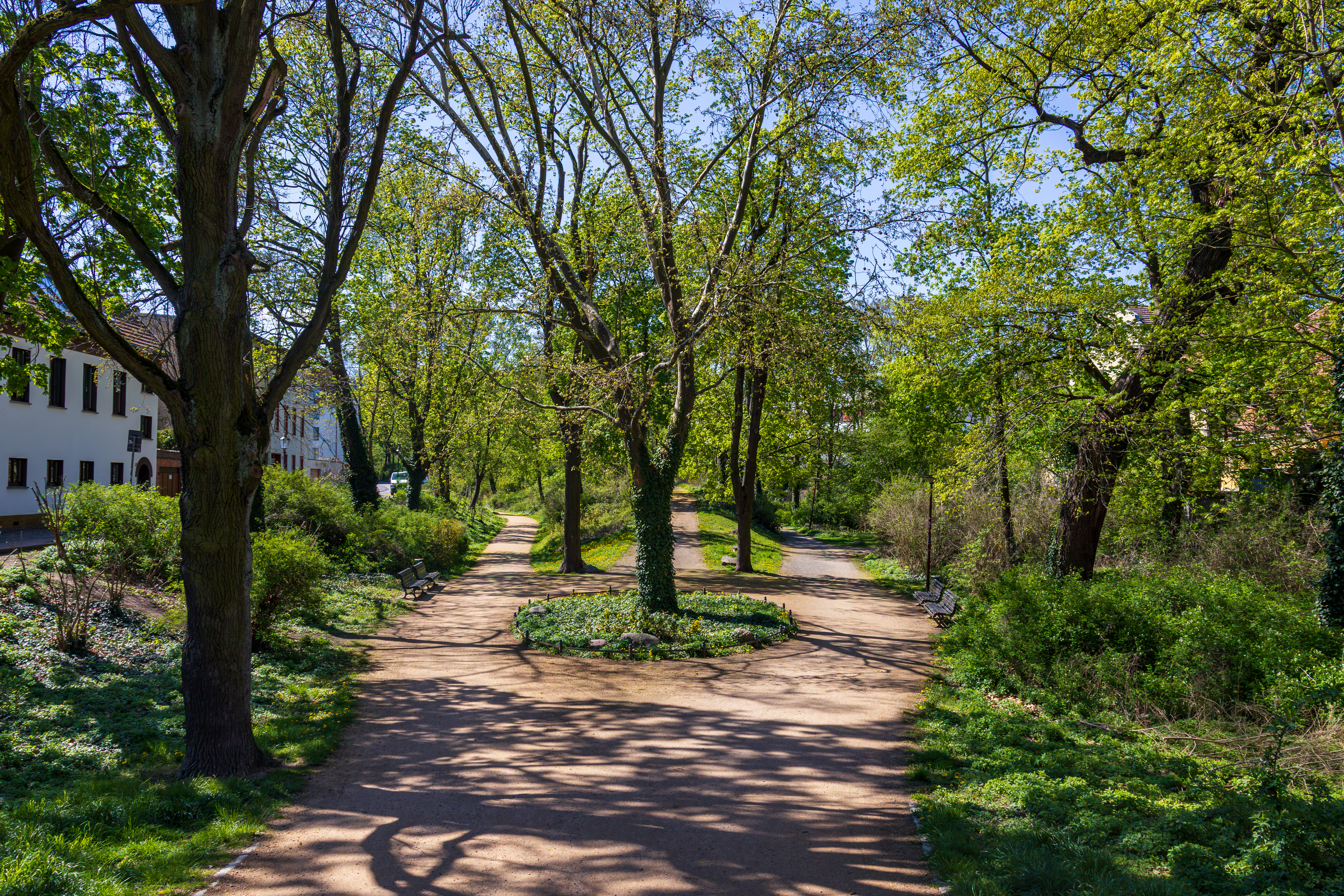
Der Wall (Kurfürstenwall) vom Rathenower Tor aus nach Südwesten

Der dritte und letzte Abschnitt des Wallsystems begleitete die Stadtmauer bis zum Bischofshof und zog dann 330 Meter weiter nach Nordosten bis zum Ausläufer des sogenannten Kleinen Beetzsees, der Brandenburger Niederhavel. Der äußere der beiden Gräben war der sogenannte Syndikatsgraben.
1784 wurden Gräben und Wall verfüllt. Auf Befehl Friedrichs des Großen wurde ein Kreisgarten angelegt, in dem die jeweiligen Pächter sowohl Edelobstgehölze zu pflanzen und das Obst zu moderaten Preisen an die Bevölkerung abzugeben hatten, als auch verpflichtet waren, die Bevölkerung in der Obstbaumveredelung zu unterrichten.
Zwischen 1910 und 1913 wurde der Kreisgarten in eine Parkanlage umgewandelt, die von den Nationalsozialisten Kaiser-Otto-Ring genannt wurde und heute wieder den Namen Walther-Rathenau-Platz trägt.

### Erhaltene Mauerzüge
Nachdem im ausgehenden Mittelalter durch die Verwendung hocheffektiver Schusswaffen und Kanonen die Bedeutung der Stadtmauer hinfällig geworden war, nutzte man die Mauer seit 1669 als Akzise-Mauer, um Ein- und Ausfuhr von Waren kontrollieren und besteuern zu können. Gleichzeitig diente sie seit Amtsantritt des Soldatenkönigs als Fluchthindernis für Soldaten, die in Brandenburg an der Havel stationiert waren.
Nachdem sich auch diese Funktionen mit den Stein-Hardenbergschen Reformen ab 1809 endgültig erledigt hatten, wurde die Mauer über weite Bereiche niedergerissen, um der Stadterweiterung Raum zu geben. Kommunikationen, welche die Mauer begleiteten, wurden von der Stadt den jeweiligen Anliegern oft zur Erbpacht überlassen. Einige Mauerzüge blieben jedoch erhalten, weil sie eine komfortable und bereits vorhandene Grundstücksbegrenzung boten.
In der Altstadt Brandenburg an der Havel finden sich solche intakten Mauerzüge zwischen der Niederhavel (südwestliche Begrenzung des ehemaligen Franziskaner-Klostergeländes) bis zur Plauer Straße (Plauer- oder Luckenberger Tor), zwischen Rathenower Tor und ehemaligem Bischofshof, entlang der Havel vom ehemaligen Altstädtischen Wassertor bis zur Gasse Kommunikation, von dort in Fragmenten bis zur Grundstücksbebauung der Ritterstraße.

## Neustadt Brandenburg

### Entstehungsgeschichte und Gestalt
Die Entstehungsgeschichte des Mauerrings der Neustadt deckt sich mit derjenigen der Altstadt. Die Neustadt Brandenburg an der Havel jedoch, die im Gegensatz zur Altstadt bis auf einen marginalen Siedlungskern namens Stutzdorf (Villa Stutz im Bereich des heutigen Straßenzuges Deutsches Dorf) auf keine Vorgängersiedlung gründete, sondern von markgräflich – askanischen Lokatoren planmäßig und beinahe kreisrund angelegt wurde, war von umgebendem Sumpfland gut geschützt. Es war daher nicht nötig, ausgeprägte Wallanlagen anzulegen. An großen Teilen der erhaltenen Stadtmauer der Neustadt Brandenburg an der Havel lässt sich die verschiedene Nutzung der Mauersegmente gut studieren. Teils wurde sie mit kleineren, später wieder vermauerten oder mit Pforten besetzten Öffnungen durchbrochen, teils wurde sie in die Fassade von Häusern einbezogen.
Die Stadtmauer der Neustadt war einst 2210 Meter lang und besaß ebenfalls fünf Tore:
- das Steintor nach Südwesten,
- das Neue Tor der Neustadt vor dem südöstlichen Brückenkopf der Langen Brücke über die Havel mit dem Ehebrechertorturm,
- das Neustädtische Mühlentor zur Dominsel nach Nordosten,
- das benachbarte Neustädtische Wassertor (das nach Grasow ebenfalls mit einem Turm bewehrt gewesen sein soll[1]) zum Brandenburger Stadtkanal, der von den Wassern der Oberhavel gespeist wird und
- das Schmerzker-, Lehniner- oder spätere St. Annentor nach Südosten.

Somit besaß die Stadtmauer der Neustadt Brandenburg an der Havel fünf nachgewiesene Tortürme.

### Verlauf der Stadtmauer der Neustadt

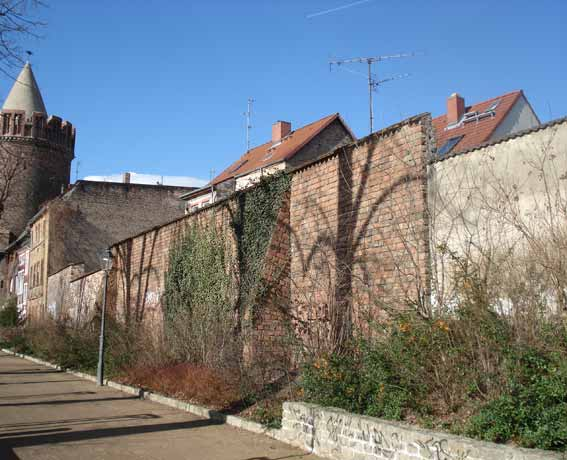
Fragmente der neustädtischen Stadtmauer am Steintor, deutlich erkennbar die Läufer-Läufer-Binder-Struktur, die Ausflickungen und teilweise Ersetzungen der Mauer durch Häuserfassaden

Vom Steintor beginnend zog der Mauerring entlang der heutigen Grabenpromenade und der Wollenweberstraße zum Neuen Tor der Neustadt. Diesem Mauerzug vorgelagert war ein Grabensystem aus drei Wassergräben. Der äußerste Graben ist der heute noch existierende Pumpergraben, der sich teilt und die kleine Schillerinsel bildet. Dieser Graben knickt in der Mitte der Grabenstraße nach Nordwesten und gleich darauf nach Südwesten in einem kleinen Wehr ab und mündet unter der Gottfried-Krüger-Brücke (Bauchschmerzenbrücke) in die Niederhavel. Zur Mauer hin verlief der sogenannte Schleifergraben, welcher unter der Hauptstraße hindurchzog und in das Mühlenbecken am Mühlendamm einmündete. Er wurde im Jahre 1900 verfüllt. Diese Anlage ist der einzige Abschnitt der Stadtmauer der Neustadt, der ebenfalls von einer Wallähnlichen Struktur geschützt wurde.

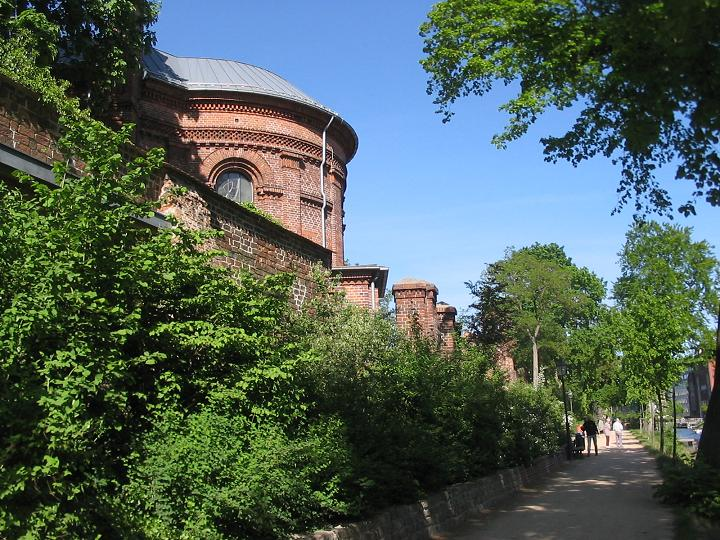
Mauerabschnitt am St. Pauli Kloster in der Neustadt

Das Neue Tor der Neustadt befand sich mit dem Ehebrechertorturm in der Höhe der heutigen Straßeneinmündung der Lindenstraße in die Hauptstraße. Dem Zug der Lindenstraße folgend erreichte die Mauer am Ende der Kleinen Münzenstraße das Neustädtische Mühlentor und öffnete sich etwa 100 Meter südöstlich dahinter, am Beginn der Straße Deutsches Dorf, zum Neustädtischen Wassertor. In der Höhe des Wassertores wurde die Gaststätte „Zur Dominsel“ erbaut, die den Mauerverlauf in ihre Räumlichkeiten plastisch integrierte. Sowohl ein Ziegelband am Fußboden, als auch ein mitten durch den Gastraum führender Mauerriegel empfinden den Verlauf der Mauer nach. Im Eingangsbereich gewährt ein Sichtfenster den Blick auf die Fundamente der ältesten Mauer aus dem 14. Jahrhundert.

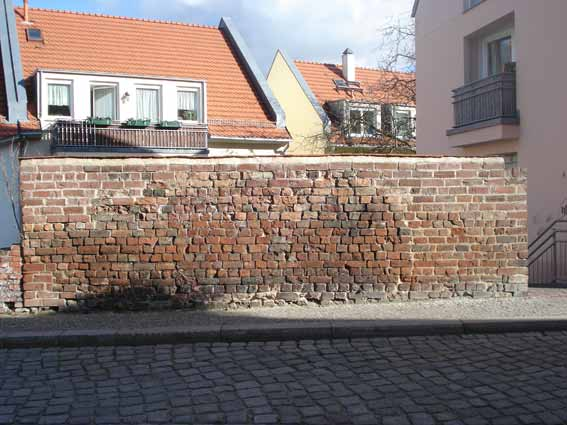
Restaurierter und teilweise wiederaufgebauter Zug der Stadtmauer der Neustadt etwas südlich des neustädtischen Wassertores (Straße Deutsches Dorf)

Von hier aus erreichte der Mauerring dem Straßenverlauf Deutsches Dorf zu annähernd zwei Dritteln folgend das Schmerzker-, Lehniner- oder später St. Annentor. Anzumerken ist, dass in diesem Bereich der Mauerring in späterer Zeit in Richtung Südosten etwa 100 Meter vorverlegt wurde und das St. Annentor, das im neuen Torbereich entstand, die Funktion des Lehniner- oder Schmerzker Tores übernahm, also nicht deckungsgleich mit der alten Toranlage ist.
Von dort zieht die Stadtmauer entlang dem unter Kurfürst Joachim I. angelegten Schleusenkanal oberhalb der heutigen St. Annenpromenade zurück zum Steintor.

### Erhaltene Mauerzüge

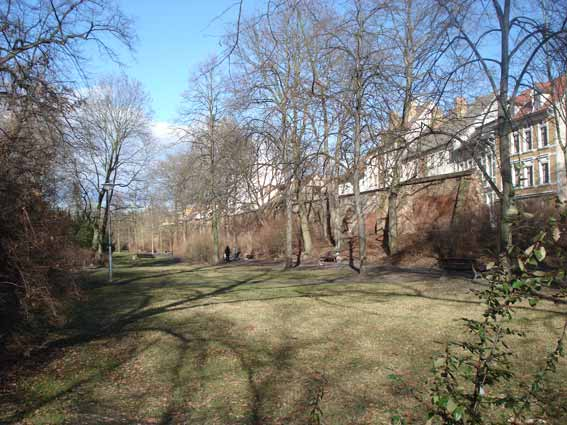
Sehr gut erhaltener und teilweise wiederaufgebauter Zug der Stadtmauer der Neustadt im Verlauf des ehemaligen Schleifergrabens (Grabenpromenade) in Richtung Havelstraße/Gorrenberg

Sehr gut erhalten präsentiert sich die Stadtmauer im Bereich zwischen dem Steintor ab Höhe Wollenweber-/ Ecke Kurstraße bis zum Durchbruch im Verlauf der Havelstraße, der zum Ende des 19. Jahrhunderts hin geschaffen wurde, um den Bewohnern der Havelstraße den Zugang zur Neustadt zu erleichtern. Entlang der Wollenweberstraße ziehen noch gut erhaltene Mauerreste als Grundstücksbegrenzungen hinüber zur Hauptstraße. Der Mauerverlauf entlang der sich anschließenden Lindenstraße verfiel in den Jahren zwischen 1949 und 1990 stark, wurde aber nach der Wende teils wiederaufgebaut, teils gesichert und stabilisiert. Im Bereich westlich des Neustädtischen Mühlentorturmes ist nach Abriss einiger Häuser ein Teil der alten Akzise-Mauer wieder zum Vorschein gekommen, der ebenfalls gesichert wird. Auch der Mauerabschnitt Deutsches Dorf im letzten Drittel der Straße zur St. Annenstraße hin war zur Zeit der DDR starkem Verfall preisgegeben und wurde nach der Wende auf Sockelhöhe wieder aufgemauert und sichtbar belassen. In sehr gutem Zustand zeigt sich die Mauer dann wieder oberhalb der St. Annenpromenade bis beinahe zu ihrem Anschluss an den Steintorturm.

## Verwaltung
Stadtmauer und Tortürme wurden bislang vom Stadtmuseum der Stadt Brandenburg an der Havel betreut. Im Zuge von Umstrukturierungen wird jedoch überlegt, diese Bauwerke dem Denkmalamt (Fachbereich IV der Stadtverwaltung – Stadtentwicklung und Bauwesen) zu unterstellen.

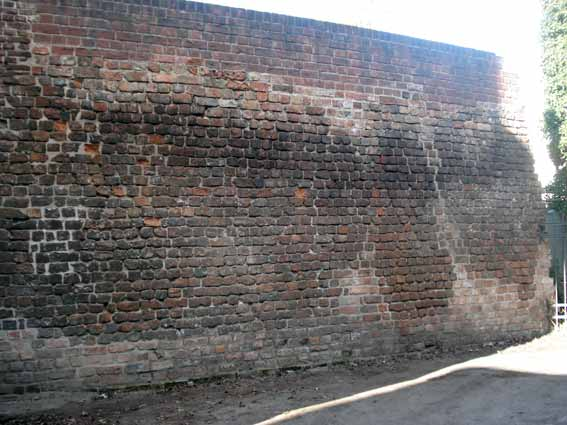
Sehr gut erhaltenes Fragment der Stadtmauer der Neustadt in der Lindenstrasse etwa 100 m nordöstlich des ehemaligen Neuen Tores der Neustadt (Ehebrechertor)

## Bemerkungen
Die geografischen Koordinaten beziehen sich auf einen zentralen und gut erhaltenen Mauerabschnitt der Stadtmauer der Neustadt in Höhe der Grabenpromenade.